# Sant’Elena
Sant'Elena je otok u Venecijanskoj laguni, leži istočno od glavnog otoka Venecije, i dio je gradske četvrti (sestiera) Castello.
Izvorno otok Sant'Elena je bio potpuno odvojen od Venecije velikim kanalom. Na njemu je postojao augustinski samostan uz crkvu Sant'Elena podignut još u 12. stoljeću koji je obnovljen u 15. stoljeću.
Otok je vremenom proširivan nasipavanjem zemlje u 20. stoljeću, na taj način je smanjen kanal koji ga je dijelio od ostatka grada, preko njega su izgrađena tri mosta. 
Na otoku se uz stambenu zonu nalazi i : Pomorska Akademija Francesco Morosini, zgrade Venecijanskog likovnog bijenala, veliki Parco delle Rimembranze (Park sjećanja) i nogometni stadion  Pierluigi Penzo..

## Vanjske poveznice
- Satelitske snimke s Googlea